# Waterfox
Waterfox – przeglądarka internetowa przeznaczona na systemy operacyjne Windows, macOS, Linux oraz Android. Powstała na bazie kodu Firefoksa.
Przeglądarka działa na silniku Gecko, a jej domyślną wyszukiwarką internetową jest Bing.
Podczas testowania wzorcowego przeprowadzonego przez TechRepublic w 2012 roku 32-bitowa wersja przeglądarki Mozilla Firefox osiągnęła wyższy wynik od 64-bitowej wersji Waterfoksa. Przeglądarka została także przetestowana przez Softpedię.
Waterfox został zaprezentowany w St. James’s Palace podczas wydarzenia Pitch@Palace.
Waterfox obsługuje pluginy ze wszystkich znaczących sklepów z pluginami (Opera, Google, Mozilla)
Waterfox ma usuniętą telemetrię, która występuje w Firefoxie